# Gerhard Meyer (1667–1710)
Gerhard Meyer d.ä., född 1667, död 1710 i Stockholm, var en svensk styckgjutare och ägare till Meyerska Styckgjuteriet.

## Biografi
Gerhard Meyer var son till Johan Meyer (död 1679) och sonson till Gerdt Meyer. Han tillhörde en klockgjutarsläkten Meyer, som invandrade från Lübeck i Tyskland under 1630-talet. 
Han är känd för att ha gjutit ett flertal kyrkklockor, bland annat göt han klockan till Nyeds kyrka i Molkom i Värmland 1706. 
Gerhard Meyer d.ä. var gift med Catharina Kammecker. Paret hade sonen Gerhard Meyer d.y., som övertog styckgjuteriet 1724 efter fadern.